# الست
آلست (بالهولندية: Aalst) هي مدينة من مدن بلجيكا تقع في شمال العاصمة بروكسل. يبلغ عدد سكانها 84,329 نسمة (حسب إحصاء 1 يناير 2016). تبلغ مساحتها 7812 كم².

## التاريخ
تعود السجلات التاريخية الأولى لآلست إلى القرن التاسع، حيث وُصفت بأنها "فيلا" تابعة لدير لوبز (باسم آلوست: Alost). خلال العصور الوسطى، شُيدت بلدة وميناء في هذه النقطة التي تربط الطريق من بروج إلى كولونيا عبر نهر الدندر. وخلال الإمبراطورية الرومانية المقدسة، كانت تعتبر عاصمة مقاطعة فلاندرز.  في سنة 1046، تم نقل آلست إلى كونتية فلاندرز، وضمت جزءًا من برابانت، وفي سنة 1173 تم توحيدها مع بقية مقاطعة فلاندرز. بدأ بناء دار البلدية في منتصف القرن الثاني عشر، مما يجعلها أقدم دار بلدية في بلجيكا. لا تزال العديد من المخطوطات من تلك الفترة موجودة في أرشيف المدينة. خلال حرب المائة عام، تحالفت بلدة آلست مع لويس دي مالي ضد فيليب فان أرتيفيلدي وأرسلت القوات في معركة روزبيكه. تم تدمير مبنى البلدية والمدينة بالكامل تقريبًا في سنة 1360. سرعان ما أعيد بناء المدينة وتم بناء برج جرس جديد على الطراز القوطي في القرن الخامس عشر. في تلك الفترة حققت المدينة ازدهارًا وظهر فيها هيمنة نقابة النساجين. في ذلك الوقت أيضًا، أصبح ابن البلدة ديرك مارتنز أول صاحب مطبعة في جنوب هولندا، حيث أسس مطبعة في سنة 1473 نشرت كتباً لمؤلفين مختلفين من بينهم كريستوفر كولومبوس.
عانت آلست في ظل حرب الثمانين عامًا (1568–1648). تم الاستيلاء عليها لاحقًا من قبل المارشال الفرنسي تورين في حرب الأيلولة سنة 1667، ثم احتلتها فرنسا حتى سنة 1706 وهي السنة التي أصبحت فيها آلست وفلاندرز الجنوبية مستقلة مرة أخرى بعد معركة رامييه. ازدهر الاقتصاد القائم على النسيج في عهد الفرنسيين. في القرن الثامن عشر، سيطر النمساويون على المنطقة. شهدت سنة 1830 استقلال بلجيكا وأصبحت آلست جزءًا من البلاد وانتهت فترة طويلة من السيطرة الأجنبية التي بدأت منذ منتصف القرن الحادي عشر من قبل الأسبان والألمان والفرنسيين والهولنديين.

## معرض صور

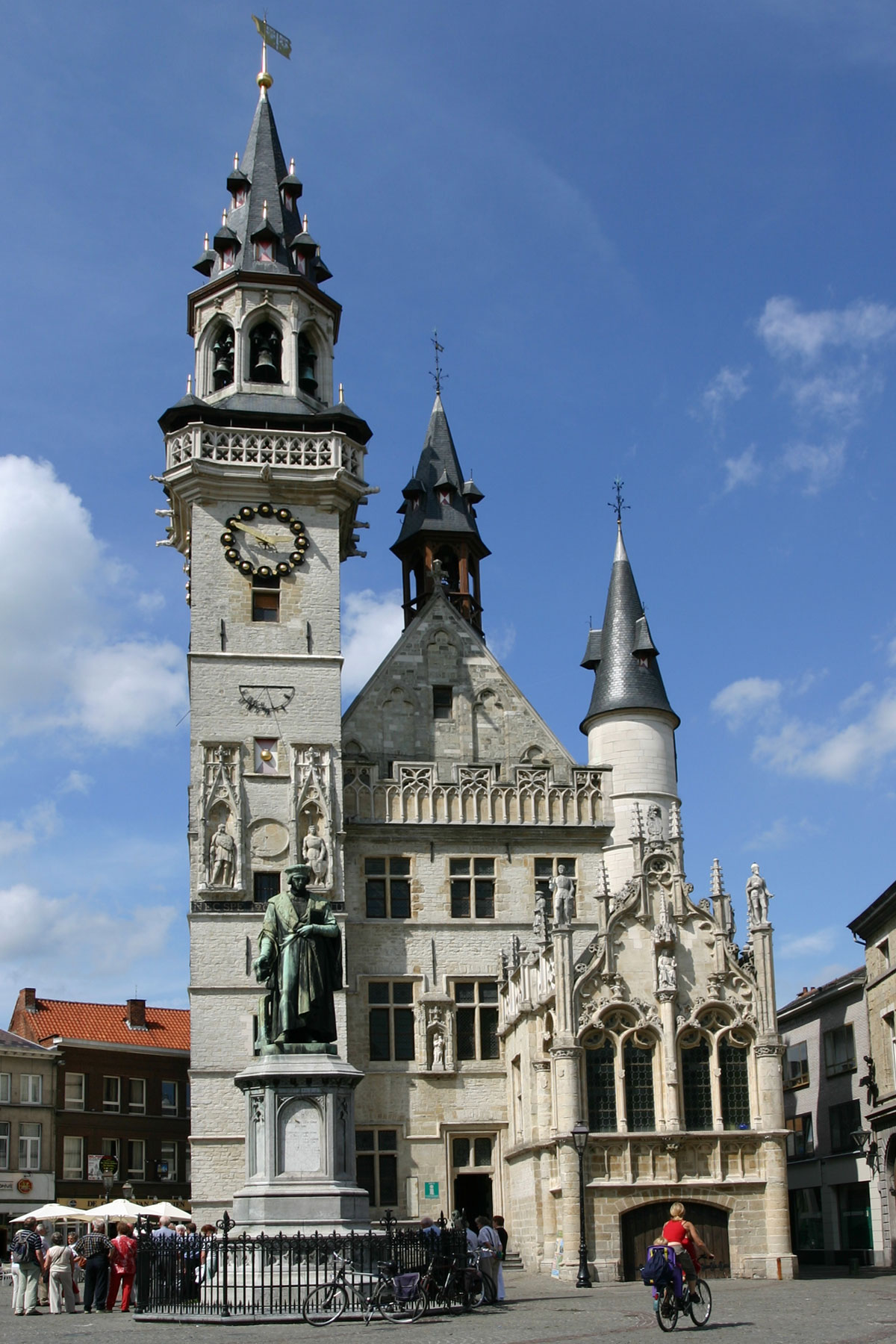
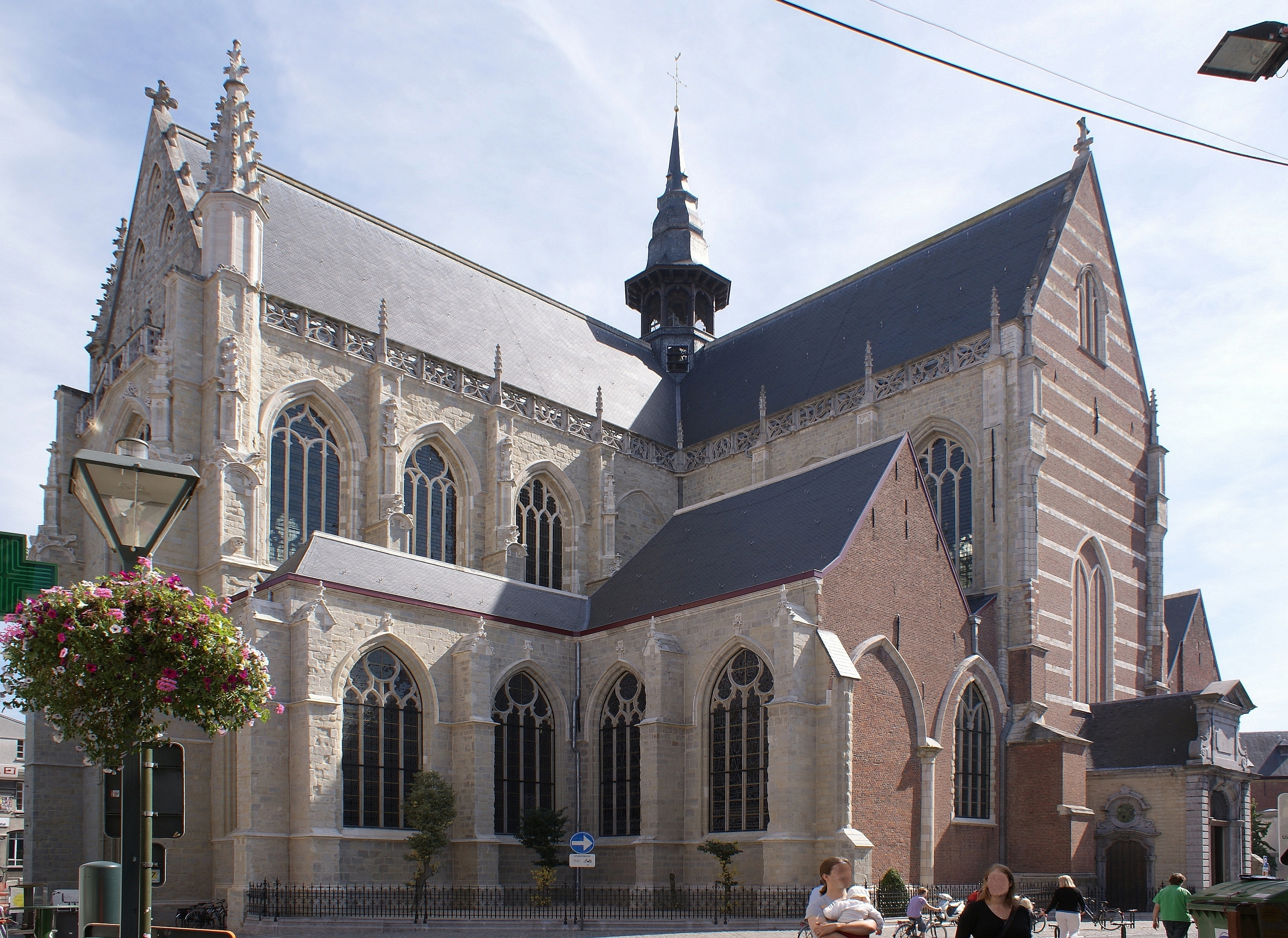
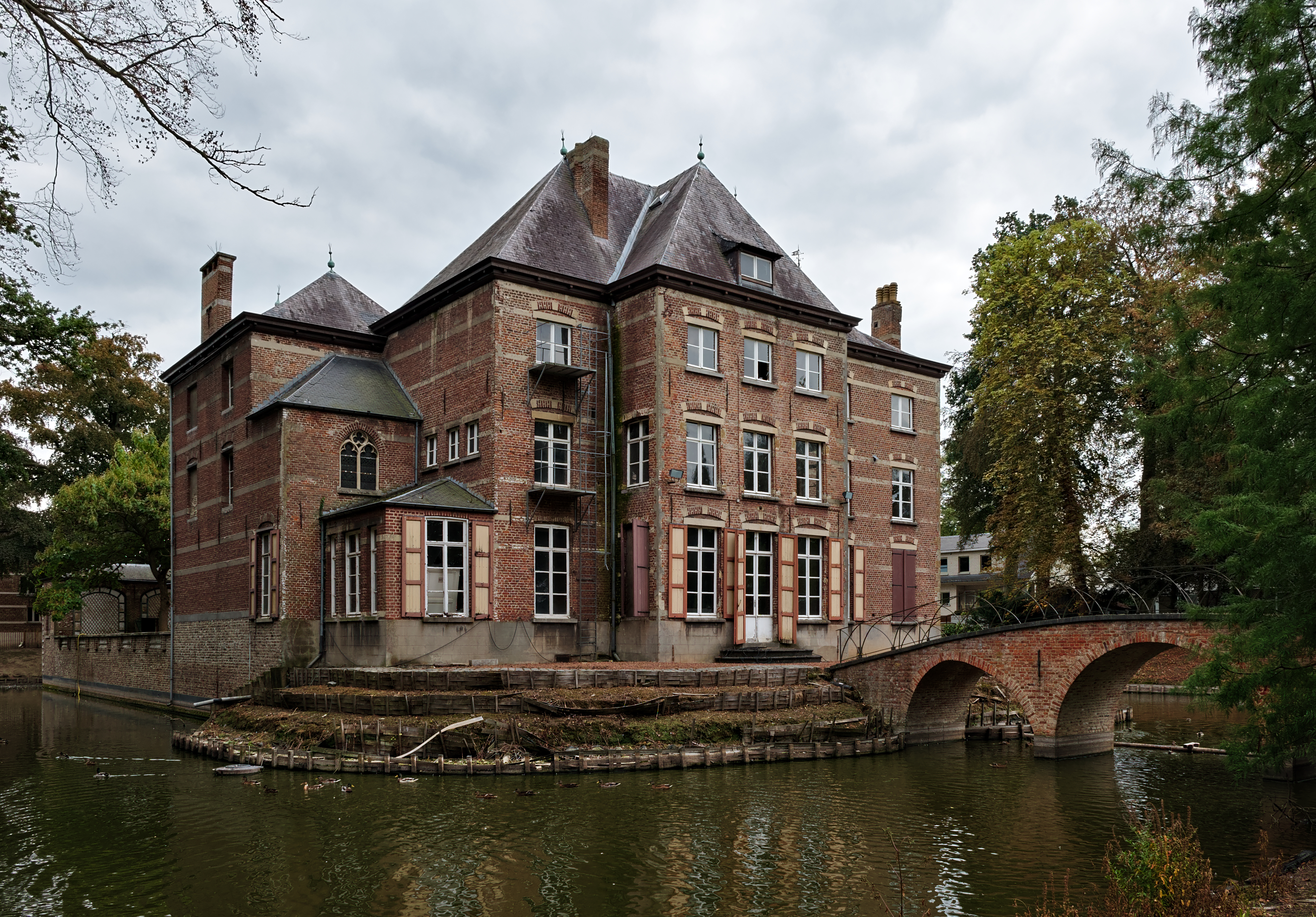

## توأمة
لالست اتفاقيات توأمة مع:
- غابروفو (14 مايو 2010 - )

## أعلام
- لويس باول بون
- بيتر كويكه فان أيلست
- لورينز دي بلس
- بيتر فان در هايدن
- كلود كريكويليون
- رينيه كون
- رينوس ميتشيلز
- فرانسوا فان در إلست
- سابين أبيلمانس
- ديرك مارتنز

## وصلات خارجية
- الموقع الرسمي